# 爱德华多·马里亚尼
爱德华多·马里亚尼（義大利語：Edoardo Mariani，1893年3月5日—1956年1月7日），意大利男子足球运动员，司职前锋。他曾代表意大利国奥队参加1912年夏季奥林匹克运动会足球比赛，获得第九名。